# 近古音
近古音（きんこおん）とは、宋代・元代・明代・清代頃の中国語（古官話）および漢字音の音韻体系をいう。字音を今音（現代音）と古音（古代音）に分け、古音を上古・中古・近古の3つに分けたものの1つである。日本では歴史学の影響を受けて近世音（きんせいおん）と呼ぶことが多い。

## 概要
時代区分の上下限については諸説あるが、元代の『中原音韻』と呼ばれる韻書の体系を基本とするので中原音韻音系と呼ばれる。なお『中原音韻』は元曲と呼ばれる民間歌謡の押韻のために作られた書物で、中原といった北方地域の音韻体系に基づいている。
またこの時代は大航海時代の西洋人が中国を訪れ、マンダリン（官話）と呼ばれる共通語を見いだしており、明代・清代の官話は南京官話と呼ばれる南京音を主体としていた。

## 特徴
近古音は以下のように音韻変化していった。
- 声母 - 全濁音（有声破裂音）が消滅し、その平声は次清（有気無声音）となり、仄声は全清（無気無声音）となった。
- 韻母 - 開口二等と三・四等の混合が起こった。陽声韻（音節末鼻音）[m]が[n]に統合された。入声韻（音節末閉鎖音）[k, p, t]が声門閉鎖音[ʔ]で統合され、やがては陰声韻（音節末母音）となった。
- 声調 - 平声が陰平と陽平に分かれ、全濁上声が去声となった。

## 資料
民間歌謡である散曲や戯曲の押韻が資料となる。またこの外国語による研究書や語学教科書も貴重な資料となる。
- モンゴル文献（パスパ文字） - 『蒙古字韻』『蒙古韻略』
- 朝鮮文献（ハングル） - 『老乞大』『朴通事』
- 西洋文献（ラテン文字）） - 『西字奇跡』『西儒耳目資』